# Вани (археологический памятник)
Городище Вани (груз. ვანის ნაქალაქარი) — многослойный археологический объект в западной Грузии, расположенный на холме у города Вани в мхаре Имеретия. Он расположен в глубинке древнего региона, известного в античном мире как Колхида, и внесён в список недвижимых памятников культуры национального значения Грузии.
Остатки укреплений и храмов, местная и иноземная греческая керамика, а также изысканные местные золотые изделия, ныне выставленные в Археологическом музее Вани и Государственном музее Грузии в Тбилиси, свидетельствуют о том, что Вани был оживлённым городским поселением с VIII века до середины I века до нашей эры. Древнее название Вани неизвестно: это место отождествляют с Сурием Плиния Старшего по одной версии и с Левкотеей Страбона по другой.

## Расположение
Археологический памятник Вани расположен на западной окраине современного города, на горе Ахвледиани, невысоком террасированном треугольном холме площадью около 8,5 гектаров, с двух сторон окружённом глубокими оврагами. Предгорья вокруг Вани образуют почти треугольную водно-болотную область Колхиды, основание которой находится у восточного побережья Чёрного моря, усеянного греческими колониями в древности. Сама эта область располагалась на пересечении древних торговых путей, занимая господствующее положение над прилегающей равниной.

## Археологическое исследование
Отдельные археологические находки в Вани были впервые сделаны французским учёным Мари-Фелисите Броссе в 1851 году, а затем последовала серия заметок в грузинской прессе в 1870-х годах. Предварительное археологическое исследование возглавил Александр Стоянов в 1889 году, а более масштабными работами руководил Эквтиме Такаишвили, которые проходили в 1896 году и с 1901 по 1903 год. Дальнейшие исследования проводились в 1936 году, после чего последовали более систематические, но нерегулярные раскопки под руководством Нино Хоштарии с 1947 по 1962 год. В 1966 году исследования возобновились на регулярной основе, которые проводила экспедиция Центра археологии, руководимая Отаром Лордкипанидзе и, после его смерти в 2002 году, Дареджан Качаравой.

## Особенности
Вани является наиболее изученным археологами местом в Колхидской глубинке и прекрасно иллюстрирует развитие этой области на протяжении всего периода греческой колонизации побережья в античный период. Четыре археологических фазы были выделены на месте Вани, определяемых периодом с VIII века до н. э. до середины I века до н. э.

### Первая и вторая фазы
Наиболее древним на территории Вани было, по-видимому, небольшое поселение, содержащее бревенчатые хижины, также известные и по другим местам Колхиды. Слои, датируемые первой фазой (около 800—600 гг. до н. э.), содержат фрагменты обожженной мазни с плетёными отпечатками, керамические изделия (созданные на гончарном круге) и терракотовые фигурки различных животных. В то время, по мнению Лордкипанидзе, Вани был формирующимся культовым центром и обладал значительным влиянием на окружающие поселения.
Во второй фазе (около 600—350 гг. до н. э.) заметно ощутимое увеличение ценных предметов, о чём свидетельствуют большие глиняные сосуды местного производства, богатые погребения с погребальным добром, таким как тонкое золотое изделие местного производства, близкое как к греческой, так и к ближневосточной культурам, а также появление иноземной греческой керамики, самой ранней из которых была греческая чаша начала VI века до н. э. Вани в этот период, по-видимому, был местом пребывания местной элиты, которая доминировала в расслоенной социальной иерархии.

### Третья фаза
В третьей фазе Вани (около 350—250 гг. до н. э.) заметны изменения в материальной культуре. Главное святилище на вершине холма было разрушено и сожжено, ритуальные рвы перестали функционировать. Появились новые каменные здания, включая кольцевую стену. Кроме того, традиционная колхидская керамика уступает место новым формам, в частности грушевидным кувшинам с красной краской на светлом грунте, характерной для восточной Грузии, издревле известной как Иберия, а греческое влияние становится более заметным на золотых изделиях. Захоронения в банках-хранилищах становятся преобладающими. Важной находкой этой фазы является перстень с печаткой IV века до н. э., с именем «Дедатос», написанным греческими буквами, вероятно, местного правителя. Лордкипанидзе предположил, что некоторые из этих изменений могут отражать проникновение племён из Иберии, которые в то время переживали процессы урбанизации, государственного образования и экспансии.

### Четвёртая фаза
Четвёртая фаза в Вани проходится на период с 250 года до н. э. до 47 года до н. э. Это был период относительного упадка центральной Колхиды: многие поселения исчезли, как и богатые захоронения. На месте Вани была возведена крепкая кольцевая стена с башнями и сильно защищёнными воротами, построенными из глинобитного кирпича на каменном цоколе. Около 150 г. до н. э. большая часть города была разрушена, о чём свидетельствует датировка штампованных родосских амфор, найденных в Вани. К концу II века до н. э. возобновилась строительная деятельность: части руин были методично выровнены, и были построены новые здания. В северной части холма преобладали ворота и оборонительные сооружения, а на нижней террасе располагался большой храмовый комплекс. Большие здания города были украшены коринфскими капителями и львиными головами водосточных труб. Бронзовые эллинистические статуи свидетельствуют о влиянии греческой культуры. По мнению Лордкипанидзе Вани стал городом-святилищем, подобным храмовым общинам древней Анатолии. Дэвид Браунд утверждает, что доказательств этому недостаточно и определение функций многих зданий в Вани проблематично.

## Разрушение
В середине I века до нашей эры древний город в Вани был атакован и разрушен. Ворота, святилище с мозаичным полом, ступенчатый алтарь и круглый храм на центральной террасе холма демонстрируют признаки насилия и пожара: стены, разрушенные до основания, обожжённые камни, обожженные плитки и глиняный кирпич, обугленные балки. Неизвестно, кто был ответственен за разрушение города. Среди возможных кандидатов значатся: Помпей, который возглавил первый римский поход в Кавказскую Албанию в 65 году до н. э., Фарнак II, который пытался завоевать Колхиду и Понт в 49 году до н. э., и Митридат Пергамский, который был назначен Юлием Цезарем преемником Фарнака в 47 году до н. э. Согласно Лордкипанидзе, можно выделить два слоя разрушения: один он приписывают вторжению Фарнака, а другой — Митридата.
Вани так никогда и не восстанавливался до своего прежнего уровня. Остатки от римского и средневекового периодов очень фрагментарны. К ним относятся такие находки как ограбленное захоронение с бронзовым саркофагом, руины средневековой церкви, печь на вершине холма и захоронение воина.

## Древнее название
Название древнего города, обнаруженного в Вани, неизвестно. Были выдвинуты две соперничающие друг с другом гипотезы. Одна из них, предложенная Нино Хоштарией, отождествляет Вани с колхидским городом Суриум, упоминаемым римским автором Плинием Старшим в I веке нашей эры. Суриум также упоминается Клавдием Птолемеем. Расположение поселения под названием Суртум, находившееся согласно «Равеннской космографии» в самом сердце Колхиды, где-то между Родополисом и Сарапанисом, примерно соответствует местоположению Вани. Топоним Соурис также встречается на бронзовой надписи из Вани.
Альтернативная гипотеза, выдвинутая Отаром Лордкипанидзе, состоит в том, что Вани — это место расположения храма Левкофеи в Колхиде, о котором Страбон сообщает, что он был разграблен Фарнаком II Понтийским, а затем Митридатом Пергамским. Оппоненты этой теории указывают на то, что, по словам Страбона, храм находился недалеко от общей границы Колхиды, Иберии и Армении. Это место не соответствует расположению Вани.